# Tatiana Michalková
Mgr. Tatiana Michalková provdaná Nitková (*asi 1965) je bývalá československá krasobruslařka.
S krasobruslením začala v Košicích. Zde jí trénovala Helka Blažeková a Jarmila Martinská. V roce 1978 ve 13 letech přešla do Slovanu Bratislava k trenérce Hildě Múdré. Po odchodu ze Slovanu ji trénovala Agnesa Búřilová V letech 1981 - 1985 vyhrála mistrovství Slovenska.
Po skončení aktivní sportovní kariéry, dva roky tancovala v krasobruslařské tanční revue Holiday On Ice.

## Výsledky
| Soutěž                                | 1981 | 1982 | 1983 | 1984 | 1985 |
| ------------------------------------- | ---- | ---- | ---- | ---- | ---- |
| Mistrovství ČSR v krasobruslení       | 4    | 3    | 3    | 5    |      |
| Mistrovství Slovenska v krasobruslení | 1    | 1    | 1    | 1    | 1    |